# Vugrovec
Vugrovec je naselje u sastavu Grada Zagreba. Nalazi se oko 5 kilometra sjeveroistočno od središta Sesveta. Za popisa stanovništva 1991. godine podijeljen je na Vugrovec Gornji i Vugrovec Donji. Na popisu 2021. Kućanec, Vuger Selo i Vugrovec Donji združeni su u novo naselje Vugrovec. Vugrovec je na popisu 2021. imao 920 stanovnika.